# Central de Mamuts

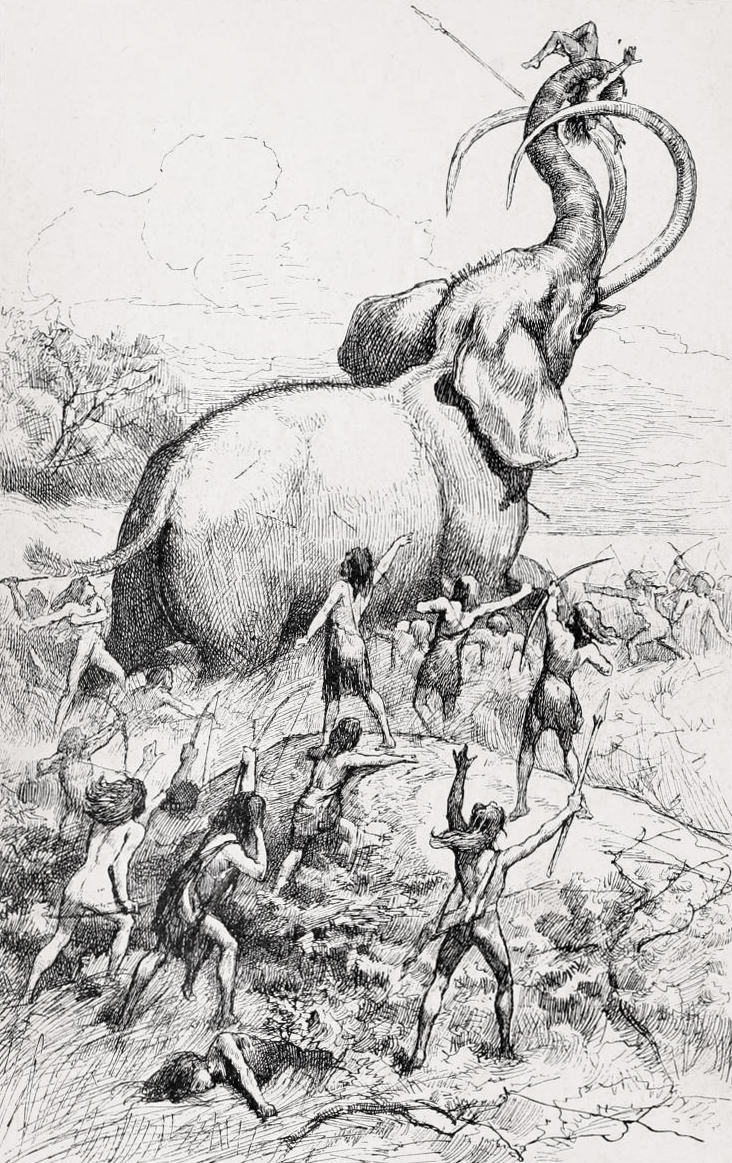
S'ha plantejat la hipòtesi que els primers humans van utilitzar aquest lloc per atrapar i matar mamuts colombins.

La Central de Mamuts és un jaciment paleontològic en els terrenys de l'aeroport de Santa Lucía a l'Estat de Mèxic, Mèxic, que conté les restes d'almenys 200 mamuts colombins, així com 25 camells i cinc cavalls. El lloc és la concentració més gran del món de restes de mamut; l'anterior va ser el "Jaciment del Mamut" a Dakota del Sud amb 61 individus. També s'han descobert eines humanes i ossos tallats, la qual cosa suggereix que els humans van utilitzar el lloc per atrapar i matar grans mamífers. Se segueixen trobant més fòssils. L'excavació finalitzarà el 2022, quan es preveu que conclogui la construcció de l'aeroport.

## Història
Es creu que el lloc correspon el que van ser les ribes pantanoses d'un antic llit del llac on els animals van quedar atrapats fa 10.0000 a 20.000 anys. S'han trobat eines humanes a la zona. Alguns han plantejat la hipòtesi que els humans van portar als mamuts a l'àrea per matar-los. L'arqueòleg Rubén Camamilla López, de l'Institut Nacional d'Antropologia i Història, també ha informat que els mamuts semblen haver estat "esquarterats" per humans. No és clar si els mamuts van morir per causes naturals i després van ser tallats per humans. El jaciment està a uns 19 km de pous artificials que alguna vegada van ser utilitzats per humans per atrapar i matar grans mamífers.

## Descobriment

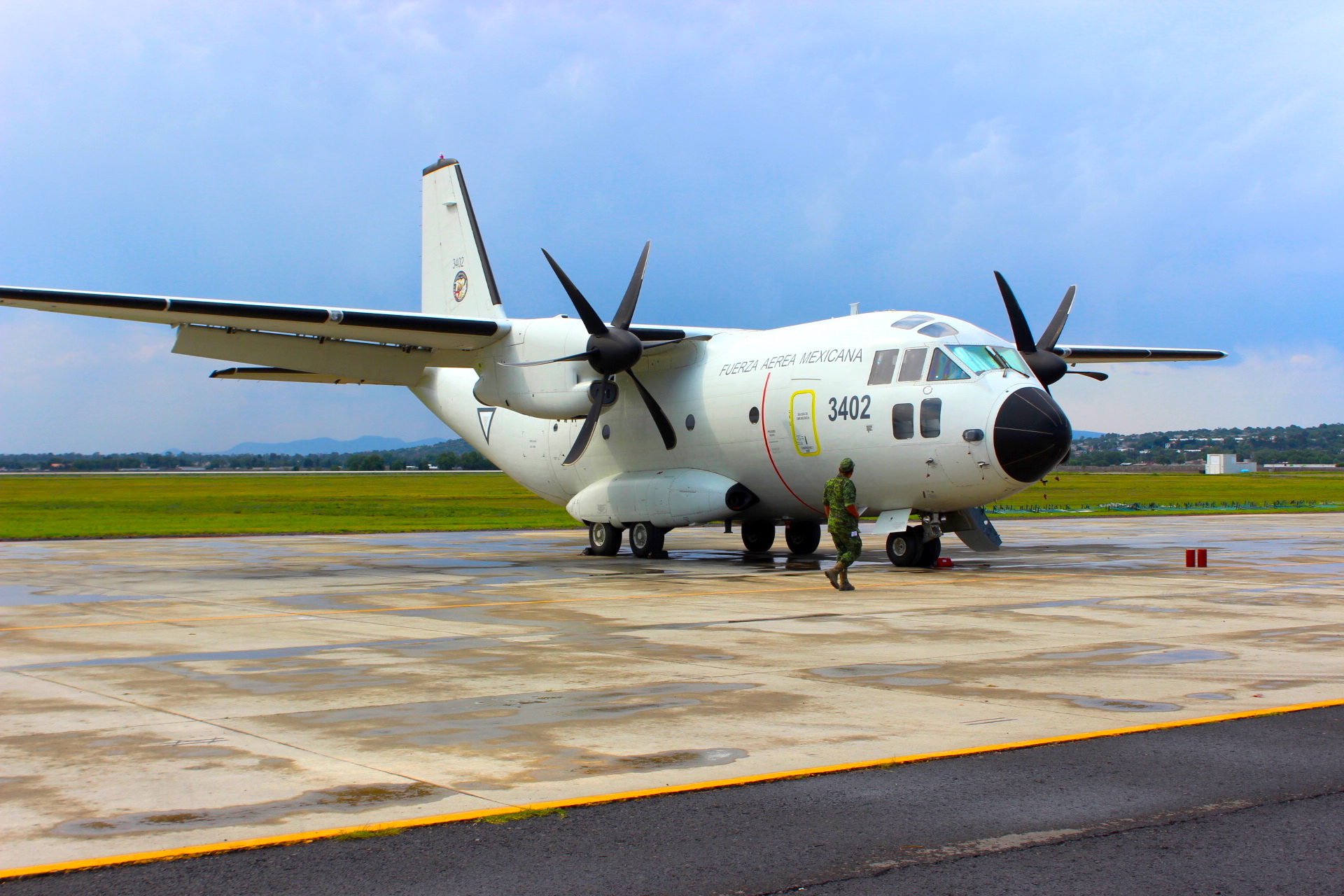
Un avió militar a l'aeroport de Santa Lucía

El lloc va ser descobert durant la construcció de l'Aeroport Santa Lucía de la Ciutat de Mèxic. A causa de les nombroses restes i artefactes existents en el jaciment, totes les excavadores i treballadors de la construcció estan acompanyats per arqueòlegs. La construcció s'ha detingut diverses vegades per realitzar més excavacions.

## Significat
Els investigadors esperen que el jaciment reveli les principals causes de l'extinció del mamut colombí. El paleontòleg Joaquín Arroyo Cabrales creu que el jaciment revelarà que va haver-hi un «efecte de sinergia entre el canvi climàtic i la presència humana».